# Atsushi Kaneko
Atsushi Kaneko (カネコ・アツシ?, Kaneko Atsushi; Sakata, 26 dicembre 1966) è un fumettista e illustratore giapponese.

## Biografia
Atsushi Kaneko è nato a Sakata, una cittadina della prefettura di Yamagata, in data 26 dicembre 1966. Dopo la laurea in Economia conseguita presso l’Università Senshu, mentre è alla ricerca di un impiego professionale si avvicina da autodidatta al mondo dei fumetti. Nel 1988 pubblica il suo primo racconto, Haiyuyukuku (ハイユユクク?), senza però ottenere alcun successo di critica e pubblico. Il lavoro successivo, Ratty gets new way, viene invece nominato per il Big Comic Spirits Newcomer Award. Nel 1990, ottiene inoltre l'Afternoon Four Season Awards Winter Prize. Durante questi anni, Kaneko è attivo anche come creatore di copertine di CD e illustratore.
Nel 1992 pubblica Rokkunrōru igai wa zenbu uso - (ロックンロール以外は全部嘘 -?) mentre tra il 1998 e il 1999 i volumi B.Q. THE MOUSE BOOK, B.Q. THE FLY BOOK, B.Q. OUTTAKES THE ROACH BOOK, R - Tan Henshū (R - 短編集?). Nel 1998, invece, inizia l’opera che concluderà nel 2001 e lo farà conoscere al grande pubblico, giapponese quanto estero: BAMBi diventerà nel corso degli anni una serie di culto e ispirerà persino due raccolte musicali, i CD Shot The Pink Gun: Bad Tracks For BAMBi e One Shot One Kill: Bad Tracks For BAMBi 2.
Nel 2004, dopo i volumi BAMBi 零 alternative - e Hunky X Punky, Kaneko inizia la serializzazione di quella che a tutt'oggi è la sua serie più lunga, composta da 11 volumetti e conclusasi nel 2010: Soil vincerà nel 2012 il Grand prix de l'Imaginaire nella categoria Manga e verrà nominato alla Sélection polar du 39e festival de la bande dessinée d'Angoulême (2012) e Sélection officielle du 40e festival de la bande dessinée d'Angoulême (2013).
Nel 2005, Kaneko debutta nel mondo del cinema, arte che da sempre ammira profondamente e verso la quale trae ispirazione, dirigendo una delle quattro parti in cui è diviso il film collettivo Ranpo jigoku (乱歩地獄?) basato sulle opere dello scrittore Ranpo Edogawa. Il 2011 segna il ritorno di Kaneko verso il medium del fumetto con la serie composta da 3 volumetti e terminata nel 2013 intitolata Wet Moon. L’anno successivo, nel 2014, inizia la nuova serie, Deathco (デスコ?) conclusa nel 2017 con il settimo volumetto. Nel 2018, inizia la sua nuova opera: Search and Destroy (Sāchi ando Desutoroi), rivisitazione della serie Dororo di Osamu Tezuka.
Le opere pubblicate in Italia sono le seguenti: B.Q. The House Book e B.Q.  The Fly Book per la d/visual, Soil per Panini Comics e in occasione del Napoli Comicon 2015 vengono annunciati da parte di Star Comics: Bambi, Wet Moon e Deathco. A novembre del 2020 J-Pop fa uscire il cofanetto che comprende i 3 volumi di Search&Destroy, pubblicati in seguito anche singolarmente nei mesi successivi.

## Stile
Il disegno di Kaneko è caratterizzato dalle linee forti in bianco e nero. Il suo stile grafico trae ispirazione dal fumetto indipendente statunitense (come Paul Pope) e giapponese (Suehiro Maruo). Il suo tratto così particolare lo porta a lavorare senza assistenti, contrariamente a molti altri colleghi mangaka. In questo modo riesce a preservare la particolarità di stile. Per le sue storie, spesso caratterizzate da un’atmosfera surreale e ambientate in un mondo regolato dalla violenza ritratta in maniera grottesca, Kaneko trae ispirazione dalla cultura popolare, dalla musica e dal cinema. Stanley Kubrick è il suo cineasta preferito.

## Opere
- Rokkunrōru igai wa zenbu uso (ロックンロール以外は全部嘘 -?) (1992)
- B.Q. - THE MOUSE BOOK (1998)
- B.Q. - THE FLY BOOK (1998)
- R - Tan Henshū (R - 短編集) (1998)
- B.Q. - OUTTAKES THE ROACH BOOK (1999)
- Bambi (1998-2001) 6 tankōbon
- ATOMIC? - 短編集 (2001)
- BAMBi 零 alternative (2002)
- HUNKY×PUNKY (2004)
- Soil (2003-2010) 11 tankōbon
- Wet Moon (2011-2013) 3 tankōbon
- Deathco (デスコ?) (2014-2018) 7 tankōbon
- Comic? カネコアツシ Extra Works (2016)
- Search and Destroy (2018-2020) 3 tankōbon
- Evol (イーヴォー?) (2020-in corso) 9 tankōbon